# دهستان هودیان
دهستان هودیان نام دهستانی در بخش مرکزی شهرستان دلگان، استان سیستان و بلوچستان در ایران است. براساس سرشماری مرکز آمار ایران در سال ۱۳۹۵، جمعیت آن ۳۲۰۶ نفر (۸۳۴ خانوار) بوده‌است. اکثر مردم منطقه شیعه مذهب هستند.